# Oxylobus glandulifer
Oxylobus glandulifer là một loài thực vật có hoa trong họ Cúc. Loài này được A. Gray mô tả khoa học đầu tiên năm 1879.